# SA-3 (Аполлон)

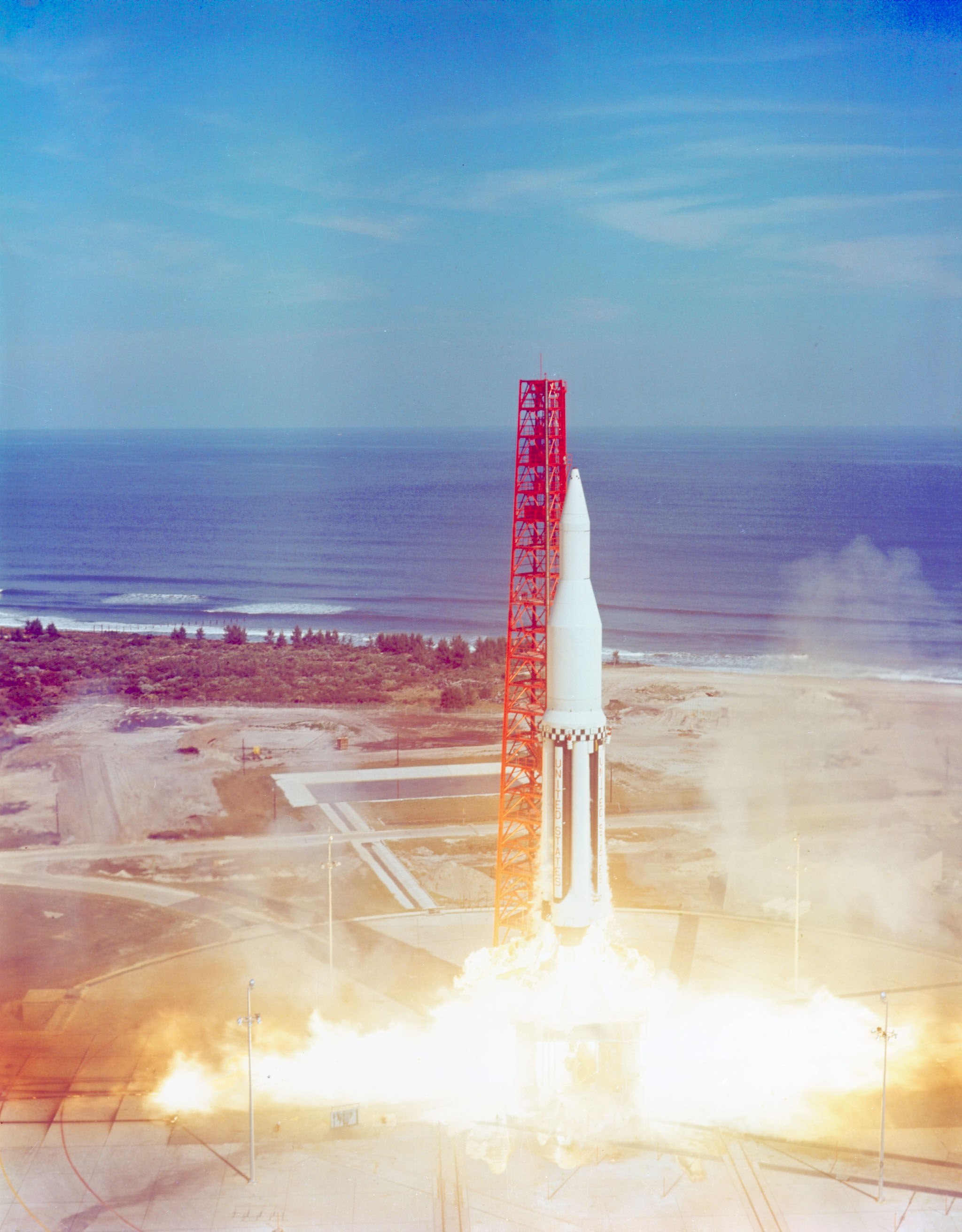
Старт SA-3

«SA-3» (англ. Saturn-Apollo 3, Сатурн-Аполлон-3) — третій випробувальний політ  ракети-носія Сатурн-1, здійснений за програмою Аполлон.
Перші дві ракети мали 281 000 кг ракетного пального, що становило приблизно 83% від їхньої місткості. Для розробки ракети Сатурн-1Бі було вирішено повністю заповнити ракети паливом, щоб випробувати вплив меншого прискорення і довшої роботи першого ступеня. В польоті також було випробувано систему розділення ступенів, що мала використовуватись у польоті SA-5.

## Підготовка
Ракету доставили на мис Канаверал 19 вересня 1962. Три доби дощ і пориви вітру швидкістю до 37 км/год заважали установці ракети.
Переведення ракети з горизонтальної у вертикальну позицію почалось 21 вересня.

## Політ
Ракету було успішно запущено 16 листопада 1962. Керівник космодрому вирішив не запрошувати глядачів для споглядання запуску, оскільки у цей час тривала Карибська криза.
На висоті 167 км після 4 хвилин 53 секунд польоту за радіокомандою з Землі відбулась детонація з викидом води в іоносферу і утворенням великої хмари крижинок. Внаслідок неякісної передачі телеметричної інформації було отримано суперечливі результати щодо поведінки іоносфери.
Було успішно випробувано:
- Систему стабілізації, що складалася з гіроскопів і акселерометрів, для передачі інформації;
- Систему передачі даних для передачі на землю інформації про роботу систем ракети з метою наступної автоматизації польотів.